# Arbeitskreis der Sprachenzentren
Der Arbeitskreis der Sprachenzentren an Hochschulen e. V. (ehemals Arbeitskreis der Sprachenzentren, Sprachlehrinstitute und Fremdspracheninstitute e. V. (kurz AKS)) ist ein gemeinnütziger Verein, in dem deutsche und internationale Sprachenzentren an Hochschulen und vergleichbare Institute zusammengeschlossen sind.

## Ziele
- Hochschulspezifische wissenschafts-, fach- und allgemeinsprachliche Angebote
- Institutionelle Verankerung
- Hochschulspezifische Qualifikationsprofile für Sprachenlehrende
- Wissenschaftsbasierte Sprachlehre
- Bildungspolitische Vernetzung[1]

## Geschichte
Der AKS wurde 1970 gegründet und 1972 als „Arbeitskreis der Sprachenzentren, Sprachenlehrinstitute und Fremdsprachinstitute (AKS)“ in das Vereinsregister Bochum eingetragen.
In den 1970er Jahren war das deutsche Hochschulwesen gekennzeichnet durch große Umbrüche. Es gab viele Neugründungen von Universitäten, häufig auf der Basis bereits vorhandener akademischer Einrichtungen. Dabei fand auch eine Neuorientierung statt hinsichtlich der (fremd-)sprachlichen Kompetenzen, die von Hochschulabsolventen benötigt und die von ihnen erwartet wurden. Die fremdsprachlichen Kompetenzen sollten nicht mehr nur von individuellen Biographien oder privaten Initiativen abhängig sein. Jedoch fühlten sich die Philologen nicht zuständig für eine breite Sprachausbildung der Hörer aller Fakultäten. Die fremdsprachliche Kompetenzvermittlung für alle Studierenden sollte künftig eine zentrale Aufgabe der Universitäten sein.
Entsprechend wurden Einrichtungen geschaffen mit Bezeichnungen wie Sprachenzentren, Sprachlehrinstitute, Fremdspracheninstitute o.ä., die bei aller Unterschiedlichkeit in Status, Struktur und Ausstattung die zentrale Aufgabe hatten, den Studierenden hochschuladäquaten Fremdsprachenunterricht zu bieten.
Der AKS wurde als Dachverband dieser Einrichtungen zur Kooperation und gegenseitigen Unterstützung gegründet. Seine Zielsetzung war, die Spezifik des Fremdsprachenunterrichts an Universitäten und Hochschulen zu präzisieren und weiterzuentwickeln, das dafür notwendige Personal heran- und fortzubilden und die sich hieraus ergebenden Erkenntnisse innerhalb und außerhalb des Hochschulwesens zu verbreiten und zu vertreten.
Der AKS ist Gründungsmitglied des Europäischen Dachverbands der Sprachenzentren CercleS, der 1991 in Straßburg gegründet wurde.

## Mitgliederstruktur
Derzeit sind ca. 150 institutionelle Einrichtungen wie Universitäten und Fachhochschulen sowie persönliche und fördernde Mitglieder im AKS zusammengeschlossen.

## Zertifikate

### UNIcert®
UNIcert® ist das unter der Trägerschaft des AKS angebotene Qualitätssiegel für die Ausbildung, das Prüfen und die Zertifizierung von Fremdsprachenkompetenzen, die für angehende Akademiker relevant sind. Die nach einheitlichen Qualitätsstandards erworbenen Zertifikate können seit 1992 an akkreditierenden Hochschulen in Deutschland und in weiteren Ländern Europas als Zusatzqualifikation studienbegleitend erworben werden. Seit 2018 ist UNIcert® in das Network of University Language Testers in Europe (NULTE) eingebunden.

### AKS-FOBIcert®
AKS-FOBIcert® ist das Fortbildungszertifikat des AKS. Es wurde 2014 mit dem Ziel geschaffen, die Fort- und Weiterbildungsangebote für Sprachlehrkräfte an Hochschulen bekannter zu machen und zu standardisieren. Seitdem haben zahlreiche Schulungsanbieter das Akkreditierungsprozedere durchlaufen und stellen ihre Workshops in das Internetportal ks-fobicert.de ein. Dort können Sprachlehrkräfte über eine Suchmaske nach Veranstaltungen mit den gewünschten Schwerpunkten, an ausgewählten Standorten oder bei bestimmten Referenten recherchieren und diese buchen.
Das Zertifikat umfasst drei Stufen (Basis, Professional Expert), die jeweils über eine Anzahl von absolvierten Arbeitseinheiten (1 AE = 45 min) in akkreditierten Veranstaltungen in fünf verschiedenen Themenbereichen definiert sind. Anrechenbar sind Fortbildungen, die innerhalb eines Zeitraums von bis zu acht Jahren erbracht worden sind. Das AKS-FOBIcert® dokumentiert also die Teilnahme an relevanten und qualitativ hochwertigen Fortbildungen für Sprachlehrkräfte und trägt damit zur Sicherung der Qualität der Sprachlehre an Hochschulen bei.

## Preise
- AKS-Preis für gute Lehre an Hochschulen
- Bremer Forschungspreis

### Kooperationen
Der AKS arbeitet mit anderen Organisationen zusammen, deren Tätigkeitsbereich ebenfalls die Sprachausbildung umfasst:
- CercleS, Europäischer Dachverband der Sprachenzentren ([European Confederation of Language Centres in Higher Education / Confédération Européenne des Centres de Langues de l'Enseignement Supérieur])
- DAAD, Deutscher Akademischer Austauschdienst
- g.a.s.t., Die Gesellschaft für Akademische Studienvorbereitung und Testentwicklung e. V. (g.a.s.t.) ist die Trägergesellschaft des TestDaF-Instituts.
- HRK, Hochschulkonferenz, freiwilliger Zusammenschluss von staatlichen und staatlich anerkannten Universitäten und Hochschulen in Deutschland.

### Tagungen
- AKS-Arbeitstagungen
- Bremer Symposion zum Sprachenlernen und -lehren
- Leiter*innen-Tagungen

### Publikationen
- Dokumentationen der Fachtagungen
- Fremdsprachen in Lehre und Forschung
- Fremdsprachen und Hochschule
- Newsletter des AKS

### Internetauftritte
- Internetauftritt des AKS
- Internetauftritt von UNIcert®
- Internetauftritt von CercleS
- Internetauftritt von FOBIcert®